# Oxira orophila
Oxira orophila là một loài bướm đêm trong họ Noctuidae.